# IC 648/1
IC 648/1 је спирална галаксија у сазвијежђу Лав која се налази на листи објеката дубоког неба у Индекс каталогу.
Деклинација објекта је + 12° 17' 16" а ректасцензија 10h 51m 0,2s. Привидна величина (магнитуда) објекта IC 648 износи 14,0 а фотографска магнитуда 14,8. IC 6481 је још познат и под ознакама MCG 2-28-17, CGCG 66-40, PGC 32522.